# Szczaw tarczolistny
Szczaw tarczolistny (Rumex scutatus L.) – gatunek rośliny z rodziny rdestowatych. Występuje dziko w górach wschodniej, południowej i środkowej Europy i zachodniej Azji i na Kaukazie. W Polsce jest rzadki. Dawniej w górach był uprawiany, obecnie występuje zdziczały jako efemerofit.

## Morfologia

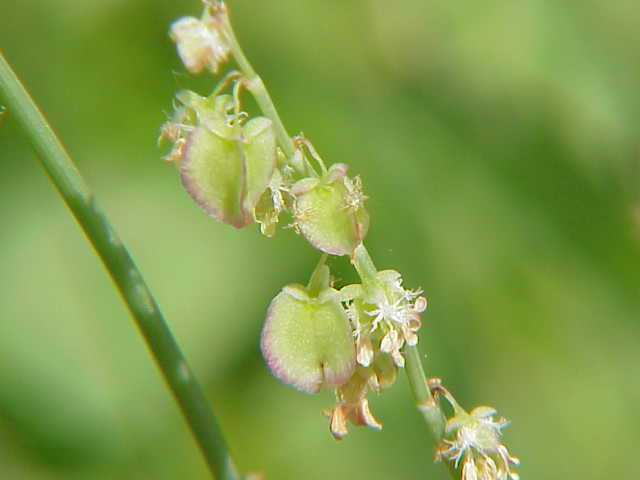
Kwiaty

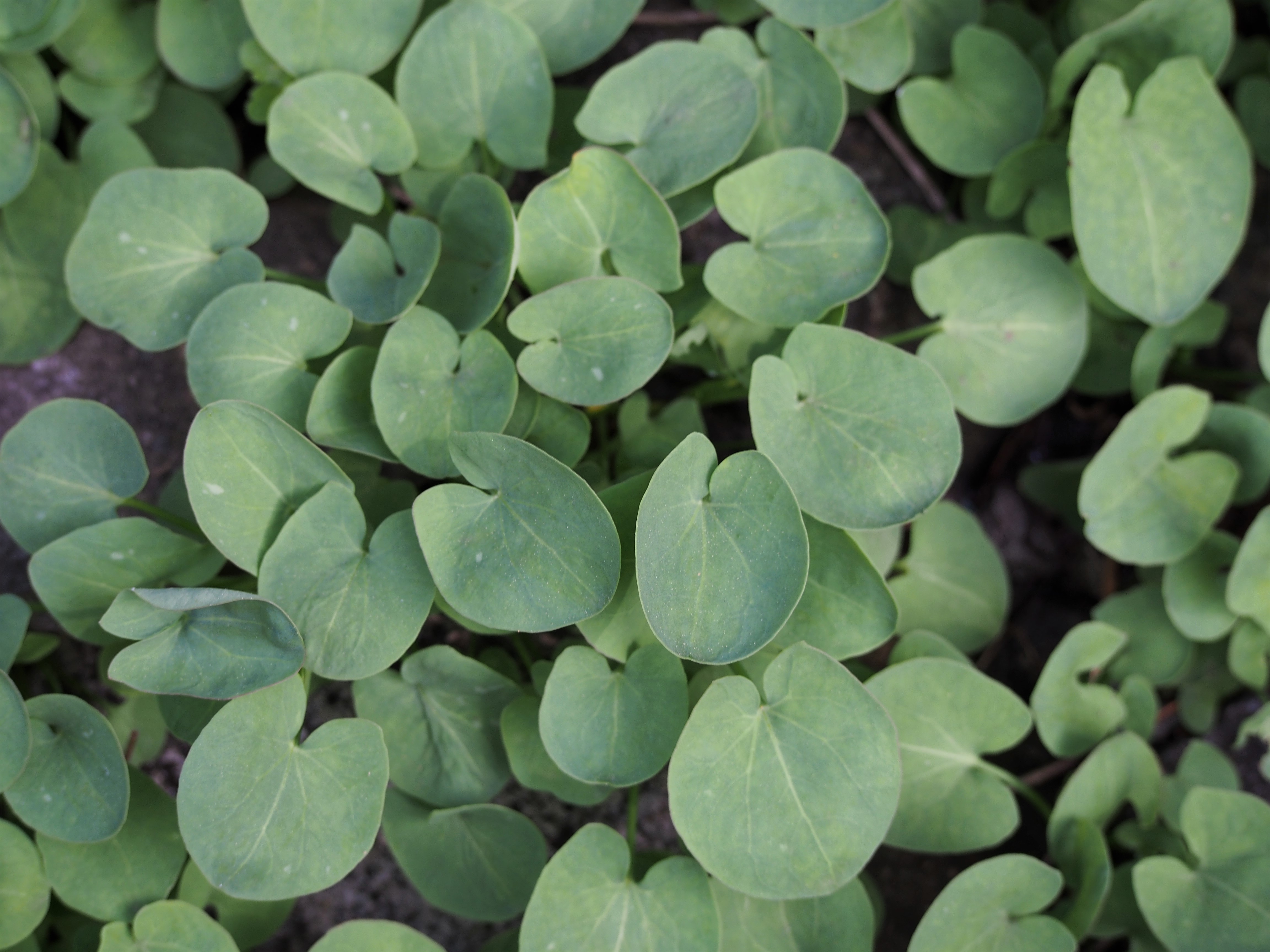
Liście

ŁodygaWątła, drewniejąca u nasady, osiąga wysokość do 50 cm. Pod ziemią cienkie, wielołodygowe kłącze.
LiścieZmiennego pokroju, sinawozielone, dłoniasto żyłkowane. Dolne długoogonkowe, szerokojajowate, o strzałkowatej nasadzie i klapowanym brzegu, górne drobniejsze.
KwiatyRoślina jednopienna. Na jednej roślinie występują zarówno kwiaty jednopłciowe, jak i obupłciowe. Ma 6 listków okwiatu w dwóch okółkach. Wewnętrzne listki okwiatu mają charakterystyczną nerwację: środek liścia jest odcięty od brzegów dwiema łukowatymi anastomozami, które obejmują środkową część liścia przeciętą podłużnie przez główny nerw. Oprócz tego do dolnej części tego pola przylegają dwa mniejsze pola otoczone łukowatymi anastomozami. Od pola środkowego ku brzegom biegną promieniście, rozgałęziające się drobne nerwy. Zewnętrzne działki okwiatu wzniesione, wewnętrzne bez guzków.

## Biologia i ekologia

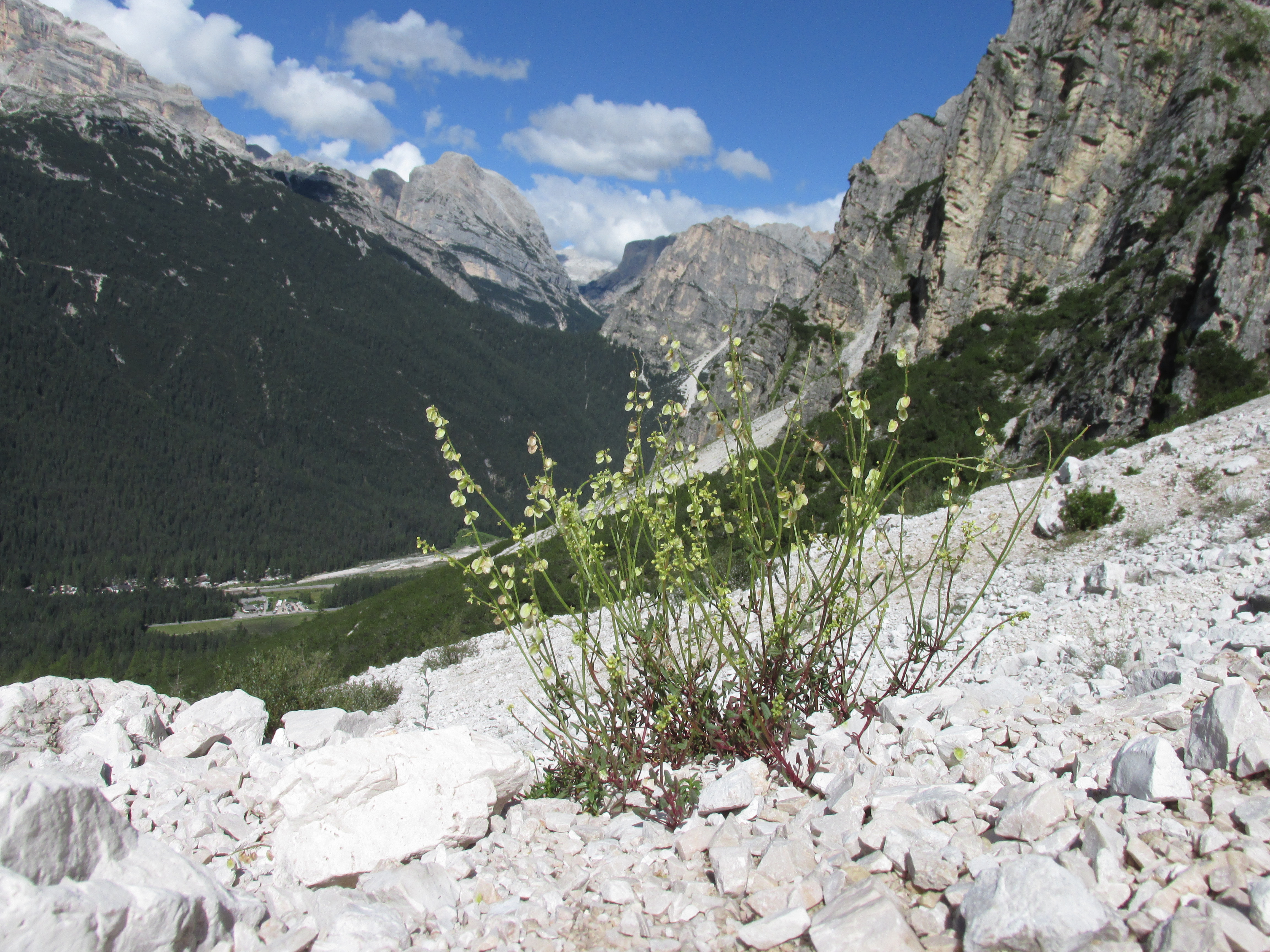
Siedlisko

Bylina, hemikryptofit, roślina wapieniolubna. Kwitnie od maja do sierpnia. Siedlisko: obszary górskie, skały i usypiska wapienne. W klasyfikacji zbiorowisk roślinnych gatunek charakterystyczny dla Cl. Thlaspietea rotundifolii i gatunek wyróżniający dla Ass. Cerastio-Papaveretum. Liczba chromosomów 2n = 20.